# Reichsjugendführung

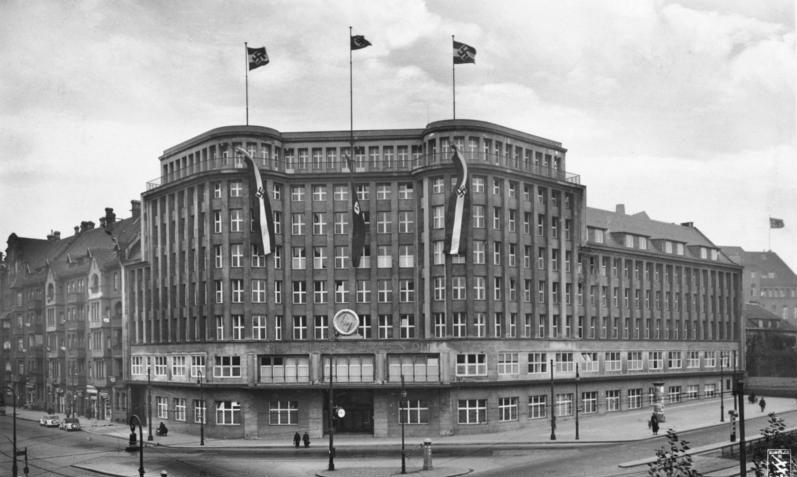
Haus der Reichsjugendführung im „arisierten“ Kaufhaus Jonaß in Berlin (Prenzlauer Tor; Ecke Torstraße / Prenzlauer Allee) Bild: 1933

Die Reichsjugendführung wurde nach der Machtübernahme der NSDAP im März 1933 gegründet, um die weltanschauliche Ausrichtung der deutschen Jugend zu garantieren und so die künftige Herrschaft der NSDAP abzusichern. Der Reichsjugendführer stand an der Spitze der Hitlerjugend (HJ, einschließlich Jungvolk und BDM) und war in Personalunion „Jugendführer des Deutschen Reiches“ und Reichsjugendführer der NSDAP.
Baldur von Schirach war der erste Reichsjugendführer. Er wurde am 8. August 1940 durch seinen Stellvertreter Artur Axmann abgelöst. 

## Aufgaben
Der Reichsjugendführer besorgte die Gleichschaltung der bestehenden Jugendverbände, die politische und weltanschauliche Indoktrination der deutschen Jugend mit dem Ziel der Erziehung zu überzeugten Nationalsozialisten und die Kontrolle und Unterdrückung von vom NS-Ideal abweichenden Jugendkulturen.
Nach der Machtübernahme duldete das NS-Regime keine anderen Jugendverbände neben der Hitler-Jugend. Die anderen Gruppierungen wurden, sofern sie sich nicht freiwillig eingliederten, aufgelöst. Eine der größten dieser Gruppierungen war die „Bündische Jugend“ – ein in den 1920er Jahren aufgekommener Sammelbegriff für von der Jugendbewegung beeinflusste Jugendbünde. Die Jugendlichen stammten vorwiegend aus bürgerlichen Schichten. Gemeinsam war den Gruppierungen der Gedanke der Selbstbestimmung („Jugend erzieht Jugend“), sowie gemeinsame Aktionen wie Wandern und Zeltlager, Musizieren und Singen. Eine starke Verbundenheit zu Heimat und Natur zeigten insbesondere die zwei dominierenden Richtungen, die Wandervogelbewegung und die Pfadfinder. Aus einzelnen dieser Bünde entstand 1927 die Deutsche Freischar, die sich Anfang 1933 mit anderen Jugendorganisationen zum Großdeutschen Bund zusammenschloss und hoffte, so der Auflösung zu entgehen. Teile des Bundes kooperierten mit der HJ, die sich davon eine Stärkung versprach, die Konkurrenz dann aber loswerden wollte.
Die Reichsjugendführung kam den Machtansprüchen der Hitlerjugend entgegen und verbot den Großdeutschen Bund bereits im Juni 1933. Die restlichen Gruppen der „Bündischen Jugend“ erlitten dieses Schicksal in den Jahren bis 1936. Viele ihrer Mitglieder wechselten in die Hitler-Jugend, insbesondere als diese zur verpflichtenden „Staatsjugend“ wurde und noch mehr Druck ausüben konnte. Die HJ übernahm einige der bündischen Formen und Methoden, unter anderem Uniformierung und die Zeltlager. Nur die katholische Jugend und die evangelische Jugend konnten sich ein geringes Maß an Bewegungsfreiheit erhalten.
Zur Rechtfertigung der Unterdrückung der bündischen Jugend bezichtigte man sie der Kooperation mit Kommunisten. Der RJF-Funktionär Gerhard Mögling bezeichnete sie als „Träger des Bolschewismus“ und als „schärfsten Gegner der HJ“. Auch als letztere sich stabilisiert hatte und an Mitgliedern gewann, behielt die Reichsjugendführung diese konstruierte Behauptung „bündisch = kommunistisch“ bei und verfolgte alle die sich der Eingliederung entzogen bis in die Endphase des Dritten Reiches.
Zum Aufgabengebiet der Reichsjugendführung gehörte auch die „Reichsdienststelle Kinderlandverschickung“ in Berlin, zu deren Leiter Baldur von Schirach Helmut Möckel ernannte, der bis 1943 amtierte.

## Doppelstellung als Parteigliederung und Reichsbehörde

Stellung der Reichsjugendführung innerhalb der Hitlerjugend

Rechtlich handelte es sich beim Jugendführer des Deutschen Reiches um eine Oberste Reichsbehörde (entspricht etwa einem Ministerium) mit Dienstsitz Berlin, die zugleich dem Parteiapparat der NSDAP angehörte und nach dem Führerprinzip aufgebaut war. An ihrer Spitze stand von 1933 bis 1940 Baldur von Schirach, der schon seit 1931 Reichsjugendführer der NSDAP war. 1940 bis 1945 folgte ihm sein langjähriger Stellvertreter und HJ-Führer Artur Axmann nach.
Parteiintern war der Reichsjugendführer für die Richtlinien verantwortlich, nach denen die in der Hitler-Jugend und im Bund Deutscher Mädel erfassten Kinder und Jugendlichen betreut und erzogen wurden. Die HJ, zunächst eine Jugendorganisation der Partei, erhielt 1936 den Status einer Staatsjugend. Schon vorher begann die Reichsjugendführung, die HJ durch strikte Erziehung zu Gehorsam, extremer Disziplin und körperlicher Aggressivität zum Gegengewicht der schulischen Erziehung auszubauen.
Die Reichsjugendführung war neben dieser Richtlinienkompetenz auch ein direkter Machtfaktor, weil sie HJ-Einsätze polizei-ähnlich aufbaute. Gefürchtet war besonders der HJ-Streifendienst.